# Michel de Rostolan
Pour les articles homonymes, voir Rostolan.
Pour les autres membres de la famille, voir Famille de Rostolan.
Michel de Rostolan, né le 8 mars 1946 à Montargis, est un homme politique français d'extrême-droite. Il est président du comité de soutien à Jean-Marie Le Pen lors de l'élection présidentielle de 1995.
Membre du Centre national des indépendants et paysans (CNIP) puis du Front national (FN), il est député de l’Essonne de 1986 à 1988, conseiller régional d’Île-de-France de 1992 à 2010 et conseiller municipal de Saint-Michel-sur-Orge de 1989 à 2001.

## Biographie

### Famille
Michel de Rostolan est né le 8 mars 1946 à Montargis dans le Loiret,. Il est le fils du général Jean de Rostolan et de Marie-Anne Roüault de La Vigne.
Il appartient à la famille de Rostolan.

### Carrière politique
Son engagement politique débute avec son militantisme au mouvement d’extrême droite Occident, dissous en 1968. Michel de Rostolan fonde en 1970 le Cercle renaissance, qui se donnait pour objectif principal d’apporter une réponse culturelle à mai 68.

#### Mandat national
Lors de l’élection législative de 1986 organisée au scrutin proportionnel plurinominal sur une unique circonscription départementale, il est élu député de l'Essonne du 16 mars 1986 au 14 mai 1988 pour la VIIIe législature.

#### Mandats locaux
En 1989 il est élu conseiller municipal frontiste d’opposition à Saint-Michel-sur-Orge et conserve son mandat jusqu’en 2001. En 1992, il est élu conseiller régional d’Île-de-France sur la liste essonnienne et conserve son siège jusqu’en 2010 : Michel de Rostolan est élu conseiller régional d’Île-de-France sur le quota du département de l’Essonne le 22 mars 1992, sa liste Front national obtenant 15,53 % des suffrages. Il fut réélu le 15 mars 1998,, sa liste obtenant 17,61 % des voix puis le 28 mars 2004, sa liste régionale conduite par Marine Le Pen dans la région et lui-même dans le département obtenant 10,92 % au second tour. Il était membre des commissions d’actions internationales et européennes et des finances, de l’administration générale et du plan[réf. nécessaire].
Aux élections législatives de 1988, 1993, 1997, 2002 et 2007, il se présente dans la dixième circonscription de l'Essonne, tenue par le socialiste Julien Dray et obtint respectivement 13,18 %, 15,47 %, 16,88 %, 12,66 % et 4,06 % aux premiers tours sans possibilité de se maintenir. En 1994, il est candidat lors des élections cantonales dans le canton de Saint-Michel-sur-Orge et obtient 10,56 % des suffrages. Pour l’élection européenne de 1999, il est vingt-troisième sur la liste conduite par Jean-Marie Le Pen qui obtint 5,69 % des voix. En 2001, il est candidat aux élections cantonales dans le canton de Saint-Michel-sur-Orge mais est battu dès le premier tour avec seulement 7,55 % des voix, confronté à une candidate du Mouvement national républicain. En 2004, il est candidat aux élections cantonales dans le canton de Sainte-Geneviève-des-Bois mais est battu dès le premier tour avec 13,36 % des suffrages, la même année il mène la liste frontiste en Essonne pour les élections sénatoriales et obtint 0,65 % des suffrages, ne pouvant être élu. En 2008, il était trente-neuvième sur la liste du Front national pour les élections municipales dans le vingtième arrondissement de Paris qui obtint 3,61 % des suffrages.[pertinence contestée]
En janvier 1998, il est chargé des affaires européennes dans le contre-gouvernement du FN supervisé par Jean-Claude Martinez.

#### Fonctions partisanes
En 1973, il adhéra au Centre national des indépendants et paysans, il entra au comité directeur en 1980, devint secrétaire national en 1982, secrétaire général de la fédération de Paris en 1983 et vice-président en 1986[réf. nécessaire]. Il quitta le CNI en décembre 1987 après l’exclusion de Philippe Malaud, et devient secrétaire général de la Fédération nationale des indépendants l'année suivante ; le parti disparaît en 1992.[source insuffisante]
Il a été membre de l'Union des intellectuels indépendants[réf. nécessaire], et trésorier de l'Alliance pour une nouvelle culture.
En 1988, il adhéra au Front national, il fut président du comité de soutien à Jean-Marie Le Pen en 1991 pour la campagne présidentielle de 1995 et à nouveau en 2007, membre du bureau politique en 1993 et membre du comité central en 1997[réf. nécessaire]. En 2009, élu au conseil régional d'Île-de-France il quitta le Front national pour créer avec Martial Bild, Martine Lehideux, Myriam Baeckeroot et Michel Bayvet le groupe des nationaux et indépendants,.

## Le Cercle renaissance
Michel de Rostolan fonde avec Philippe Asselin et Joël Freymond, deux anciens membres d'Occident, le Cercle renaissance le 26 février 1970, qu'il préside depuis lors. Le Cercle est au service du combat anti-IVG du Front National. L'association publie Renaissance des hommes et des idées. 
Le cercle, qui organise des débats et des croisières, regroupe selon Ariane Chebel d'Appolonia des « représentants de la noblesse », des « hommes d'affaires », des « médecins » et des « enseignants » ; Rostolan le présente comme « apolitique et a-confessionnel ». Jean-Paul Gautier y voit une « passerelle entre la droite et l'extrême droite ». Plusieurs personnalités ont eu à démentir dans la presse tout lien avec lui, à l'instar de Jeanne Bourin, Marc Ladreit de Lacharrière ou Pierre-Christian Taittinger.

## Publications
- Lettre ouverte à mon peuple qui meurt, F. Lanore, 1987  (ISBN 9787630003731)
- Avec Béatrice de Malleray, Annales des familles de France 1991-1995, Le lien des familles de France, 2004
- Avec Béatrice de Malleray, Annales des familles de France 1996-2000, Le lien des familles de France, 2007